# BUT
BUT (förkortning av Break Up Time) är ett test som används inom medicinen för att undersöka kvaliteten/stabiliteten hos den tårfilm som normalt täcker människans ögon.
Tårvätskan färgas med fluorescein. Hornhinnan undersöks med hjälp av ett ögonmikroskop och blått ljus. Den färgade tårfilmen täcker efter en blinkning hela hornhinnan, och testet går ut på att noterar tiden mellan den sista blinkningen och den första sprickan i tårfilmen. 20 till 30 sek är normalt, en kortare tid indikerar att tårfilmens stabilitet är nedsatt - detta kan leda till röda ögon, känsla av sveda eller grusighet i ögonen.